# Aristide Guarneri
Aristide Guarneri (7. březen 1938, Cremona, Italské království) je bývalý italský fotbalový obránce a trenér.
S italskou reprezentací vyhrál mistrovství Evropy roku 1968. Zúčastnil se též světového šampionátu v Anglii roku 1966, nastoupil k jednomu utkání základní skupiny, k "památně neúspěšnému" zápasu s outsiderem ze Severní Koreje, které Italové prohráli 0:1. V národním týmu nastoupil ve 21 zápasech a vstřelil jednu branku.
S Interem Milán dvakrát vyhrál nejprestižnější evropskou pohárovou soutěž Pohár mistrů evropských zemí (1963/64, 1964/65) a také dva Interkontinentální poháry (1964, 1965).
Třikrát s Interem získal titul italského mistra (1962/63, 1964/65, 1965/66). V italské Serii A strávil celou kariéru, krom Interu hrál italskou nejvyšší soutěž v klubech Bologna FC a SSC Neapol.

## Hráčská statistika
| Sezóna  | Klub      | Liga    | Liga   | Liga | Ligové poháry | Ligové poháry | Ligové poháry | Kontinentální poháry | Kontinentální poháry | Kontinentální poháry | Celkem | Celkem |
| Sezóna  | Klub      | Soutěž  | Zápasy | Góly | Soutěž        | Zápasy        | Góly          | Soutěž               | Zápasy               | Góly                 | Zápasy | Góly   |
| ------- | --------- | ------- | ------ | ---- | ------------- | ------------- | ------------- | -------------------- | -------------------- | -------------------- | ------ | ------ |
| 1957/58 | Como      | Serie B | 32     | 0    | IP            | 0             | 0             | -                    | 0                    | 0                    | 32     | 0      |
| 1958/59 | Inter     | Serie A | 29     | 0    | IP            | 4             | 0             | -                    | 0                    | 0                    | 33     | 0      |
| 1959/60 | Inter     | Serie A | 16     | 0    | IP            | 1             | 0             | Vel.P                | 3                    | 1                    | 20     | 1      |
| 1960/61 | Inter     | Serie A | 33     | 0    | IP            | 1             | 0             | Vel.P                | 6                    | 0                    | 40     | 0      |
| 1961/62 | Inter     | Serie A | 33     | 1    | IP            | 0             | 0             | Vel.P                | 4                    | 0                    | 37     | 1      |
| 1962/63 | Inter     | Serie A | 34     | 0    | IP            | 1             | 0             | -                    | 0                    | 0                    | 35     | 0      |
| 1963/64 | Inter     | Serie A | 33     | 1    | IP            | 0             | 0             | PMEZ                 | 9                    | 0                    | 42     | 1      |
| 1964/65 | Inter     | Serie A | 31     | 0    | IP            | 2             | 0             | PMEZ+Int.P           | 7+2                  | 0                    | 42     | 0      |
| 1965/66 | Inter     | Serie A | 31     | 1    | IP            | 2             | 0             | PMEZ+Int.P           | 5+3                  | 0                    | 41     | 1      |
| 1966/67 | Inter     | Serie A | 29     | 1    | IP            | 0             | 0             | PMEZ                 | 8                    | 0                    | 37     | 1      |
| 1967/68 | Bologna   | Serie A | 28     | 1    | IP            | 8             | 0             | Vel.P                | 8                    | 0                    | 44     | 1      |
| 1968/69 | Neapol    | Serie A | 21     | 0    | IP            | 3             | 0             | Vel.P                | 2                    | 0                    | 26     | 0      |
| 1969/70 | Inter     | Serie A | 3      | 0    | IP            | 0             | 0             | Vel.P                | 2                    | 0                    | 5      | 1      |
| 1970/71 | Cremonese | Serie D | 21     | 0    | -             | 0             | 0             | -                    | 0                    | 0                    | 21     | 0      |
| 1971/72 | Cremonese | Serie C | 35     | 0    | IP            | 0             | 0             | -                    | 0                    | 0                    | 35     | 0      |
| 1972/73 | Cremonese | Serie C | 32     | 0    | IP            | 0             | 0             | -                    | 0                    | 0                    | 32     | 0      |
| Celkem  | Celkem    | Celkem  | 440    | 5    | -             | 22            | 0             | -                    | 59                   | 1                    | 522    | 6      |

## Hráčské úspěchy

### Klubové
- 3× vítěz italské ligy (1962/63, 1964/65, 1965/66)
- 2× vítěz poháru PMEZ (1963/64, 1964/65)
- 2× vítěz Interkontinentálního poháru (1964, 1965)

### Reprezentační
- 1× na MS (1966)
- 1× na ME (1968 - zlato)